# El Sauzal, Baja California
El Sauzal är en ort i Mexiko.   Den ligger i kommunen Ensenada och delstaten Baja California, i den nordvästra delen av landet, 2 200 km nordväst om huvudstaden Mexico City. El Sauzal ligger 20 meter över havet och antalet invånare är 9 085.
Terrängen runt El Sauzal är kuperad åt nordost, men söderut är den platt. Havet är nära El Sauzal åt sydväst.  Närmaste större samhälle är Ensenada, 9,3 km öster om El Sauzal.